# 官下線
官下線（クァナせん）は、朝鮮民主主義人民共和国平安南道北倉郡にある北倉駅から官下駅までを結ぶ鉄道路線である。

## 路線データ
- 路線距離：北倉～官下間2.6km
- 駅数：2（両端駅を含む）
- 軌間：1435mm
- 電化区間：なし
- 複線区間：なし

## 駅一覧
- 駅所在地は全線平安南道北倉郡内。

| 駅名   | 駅名   | 駅名      | 駅間キロ (km) | 累計キロ (km) | 接続路線                     |
| 日本語 | 朝鮮語 | 英語      | 駅間キロ (km) | 累計キロ (km) | 接続路線                     |
| ------ | ------ | --------- | ------------- | ------------- | ---------------------------- |
| 北倉駅 | 북창역 | Pukch'ang | 0.0           | 0.0           | 北朝鮮鉄道省：平徳線・得将線 |
| 官下駅 | 관하역 | Kwanha    | 2.6           | 2.6           |                              |

## 参考資料
- 国分隼人（2007年）. 『将軍様の鉄道 北朝鮮鉄道事情』, 新潮社. ISBN 9784103037316